# Etxauri
Etxauri település Spanyolországban, Navarra autonóm közösségben. Etxauri Olza, Ciriza-Ziritza, Zabalza-Zabaltza, Cizur, Goñi és Guesálaz községekkel határos. Lakosainak száma 662 fő (2024).

## Népesség
A település népessége az elmúlt években az alábbi módon változott:
| Lakosok száma | 423  | 460  | 509  | 583  | 585  | 586  | 602  | 650  | 633  | 662  |
|               | 2001 | 2004 | 2007 | 2009 | 2012 | 2014 | 2017 | 2019 | 2022 | 2024 |